# Calliphora popoffana
Calliphora popoffana är en tvåvingeart som beskrevs av Townsend 1908. Calliphora popoffana ingår i släktet Calliphora och familjen spyflugor. Inga underarter finns listade i Catalogue of Life.